# Cyril Scott

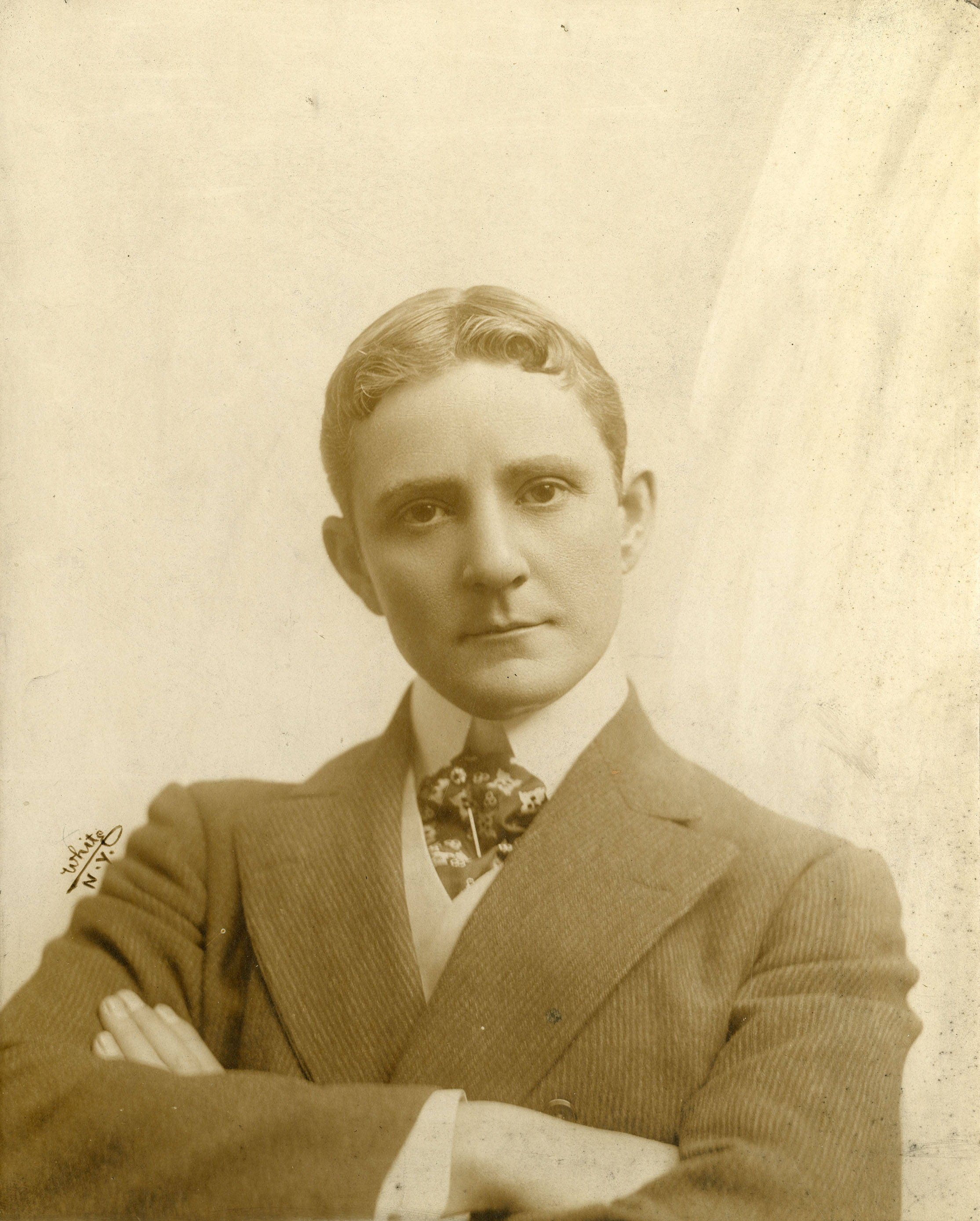
Cyril Scott 1907

Cyril Scott (Oxton, 27 de setembro de 1879 — Eastbourne, 31 de dezembro de 1970) foi um compositor, escritor e poeta inglês.
Ingressou no Conservatório Hoch, em Frankfurt, em 1892, quando tinha apenas 12 anos.Cyril Scott foi chamado "o pai da moderna música britânica", por Goossens.
Compôs quatro Sinfonias, dois concertos para piano e orquestra, concertos para violino, violoncelo, oboé e cravo; três óperas, música de câmara, canções, quatro oratórios, três sonatas para piano, além de várias peças para piano. Sua música foi influenciada por Debussy, a quem chegou a conhecer pessoalmente. Escreveu cerca de quarenta livros sobre temas tão diversos como ocultismo, filosofia e música.
Suas poesias perfazem cinco volumes.